# ランドルフ郡 (ミズーリ州)
ランドルフ郡（英: Randolph County）は、アメリカ合衆国ミズーリ州の北部に位置する郡である。2010年国勢調査での人口は25,414人であり、2000年の24,663人から3.0％増加した。郡庁所在地はハンツビル市（人口1,564 人）であり、同郡で人口最大の都市はモバリー市（人口13,974人）である。ランドルフ郡は1829年1月22日に設立され、郡名はバージニア州選出のアメリカ合衆国下院議員および上院議員を務めたロアノークのジョン・ランドルフに因み名付けられた。

## 歴史
ランドルフ郡は主にケンタッキー州やテネシー州などアップランドサウスと呼ばれる地域から移住してきた開拓者が入った。彼等は奴隷と共にその制度をこの地域に持ち込み、直ぐにテネシー州中部やケンタッキー州で栽培していた麻やタバコの栽培を始めた。ミズーリ川の南北両岸に南部人が多く入った開拓地の一つであり、文化や伝統も持ち込んだのでリトル・ディキシーと呼ばれるようになり、ランドルフ郡はその中心だった。

## 地理
アメリカ合衆国国勢調査局に拠れば、郡域全面積は487.65平方マイル (1,263.0 km2)であり、このうち陸地482.32平方マイル (1,249.2 km2)、水域は5.33平方マイル (13.8 km2)で水域率は1.09％である。

### 主要高規格道路
- アメリカ国道24号線
- アメリカ国道63号線
- ミズーリ州道3号線

### 隣接する郡
- メイコン郡 - 北
- モンロー郡 - 東
- シェルビー郡 - 北東
- アウドレイン郡 & ブーン郡 - 南東
- ハワード郡 - 南
- チャリトン郡 - 西

## 人口動態
以下は2000年の国勢調査による人口統計データである。
| 基礎データ - 人口: 24,663人 - 世帯数: 9,199 世帯 - 家族数: 6,236 家族 - 人口密度: 20人/km2（51人/mi2） - 住居数: 10,740軒 - 住居密度: 9軒/km2（22軒/mi2） 人種別人口構成 - 白人: 90.58% - アフリカン・アメリカン: 7.03% - ネイティブ・アメリカン: 0.48% - アジア人: 0.39% - 太平洋諸島系: 0.02% - その他の人種: 0.24% - 混血: 1.26% - ヒスパニック・ラテン系: 1.14% 先祖による構成 - ドイツ系：24.1％ - アメリカ人：21.4％ - イギリス系：10.9％ - アイルランド系：9.1％ 年齢別人口構成 - 18歳未満: 23.8% - 18-24歳: 9.6% - 25-44歳: 29.3% - 45-64歳: 22.4% - 65歳以上: 14.8% - 年齢の中央値: 37歳 - 性比（女性100人あたり男性の人口） - 総人口: 107.5 - 18歳以上: 108.1 | 世帯と家族（対世帯数） - 18歳未満の子供がいる: 31.4% - 結婚・同居している夫婦: 52.7% - 未婚・離婚・死別女性が世帯主: 11.1% - 非家族世帯: 32.2% - 単身世帯: 27.9% - 65歳以上の老人1人暮らし: 13.1% - 平均構成人数 - 世帯: 2.43人 - 家族: 2.94人 収入と家計 - 収入の中央値 - 世帯: 31,464米ドル - 家族: 39,268米ドル - 性別 - 男性: 26,878米ドル - 女性: 20,366米ドル - 人口1人あたり収入: 15,010米ドル - 貧困線以下 - 対人口: 12.5% - 対家族数: 9.2% - 18歳未満: 17.1% - 65歳以上: 13.2% |

## 都市と町
| - カイロ - クラーク | - クリフトンヒル - ヒグビー | - ハンツビル - 郡庁所在地 - ジャクソンビル | - モバリー - レニック |

## 教育
郡内の高等教育機関としては、次のものがある。
- セントラル・クリスチャン・カレッジ・オブ・バイブル、モバリー市、私立4年制クリスチャン・チャーチズ・アンド・チャーチ・オブ・クライストの大学[6]
- モバリー地域コミュニティカレッジ、モバリー市、公立2年制コミュニティカレッジ[7]

## 政治

### 地方
ランドルフ郡の地方レベルでは民主党が大半の政治を支配しており、郡の選挙で選ばれる役職は5人を除いて独占している。

### 国政

#### 2008年大統領予備選挙
2008年の大統領予備選挙で、ランドルフ郡は二大政党の候補者をどちらも州全体と全国で二位に終わった者を選んだ。民主党の予備選挙ではヒラリー・クリントンが1位となり、さらに共和党予備選挙で各候補に投じられた票数よりも多かった。